# Тукс (Австрія)
Тукс (нім. Tux) — громада округу Швац у землі Тіроль, Австрія.
Тукс лежить на висоті 1281 м над рівнем моря і займає площу 111,1 км². Громада налічує 1932 мешканців.
Густота населення 17/км².
Громада Тукс займає однойменну долину, що є відгалуженням долини річки Ціллер. Територія громади простягається до льодовика Ольперер заввишки 3476 м. На території громади знаходиться печера Шпаннагель.
|                               |
| Тукс на мапі округу та землі. |

 Адреса управління громади: Lanersbach 470, 6293 Tux (Tirol).